# 小幡光盛
小幡 光盛（おばた みつもり、生没年不詳）は、戦国時代の武将。甲斐国武田氏の家臣で、足軽大将。武田家の足軽大将・小畠日浄（盛次）の子、兄に小畠虎盛がいる。通称は弥左衛門尉、山城守、晩年には下野守を称している。諱は光盛だが、他に貞長、虎昌、昌虎ともいう。

## 略歴
父の日浄は遠江国勝間田の出身で、明応9年（1500年）に日浄は虎盛とともに甲斐国へ赴き、甲斐守護・武田信虎に仕えた。日浄は永正11年（1514年）に死去している。『甲陽軍鑑』によれば、兄の虎盛は永禄4年（1561年）に信濃国海津城（長野県長野市）の城代である春日虎綱の副将として補佐し、海津城の二の丸に配置された。永禄4年（1561年）に虎盛が死去すると、虎盛の子息である小幡昌盛が跡を継ぐが、昌盛は信玄の旗本であることを望んだため、光盛が虎盛の遺領・同心を継承して海津城番を務めた。
文書上の所見は天正8年（1580年）の北信国衆に関する証文に見られるのみ。
天正10年（1582年）3月、織田信長の武田征伐により武田勝頼が自害し、甲斐武田家が滅亡すると、信長から派遣されてきた織田家臣・森長可の傘下に入るが、同年6月の本能寺の変による信長没後は越後の上杉景勝を頼った。当初は信濃国飯山城に配されたが、後に越後に移ったといわれ、その後の事績は不明。天正年間には光盛とともに「小幡下野守」が登場し、光盛の実子であると考えられている。